# 广州白云足球队
广州白云足球队是中国广州市昔日的一支足球队，现时广州恒大足球俱乐部前身。
其前身是广州市足球一队，于1961年4月组建，1967年停办。1977年10月26日广州市人民政府批准恢复广州市足球运动队，称广州市青年足球队，1978年8月复办。1979年6月国务院发文要求发展足球重点地区，广州列首批重点地区的首位。1980年广州青年队改名为广州市足球队，并参加丙级联赛，获分区赛第2名，晋升乙级，次年再获乙级联赛冠军，进入顶级联赛。
1984年10月1日由白云山制药总厂出资赞助每年20万元，与广州市体委合办，改名为广州白云山制药厂体协足球队，成为中国大陆首支由体育部门与企业合办的运动队。1989年广州白云队扩大为足球俱乐部。1993年1月8日广州太阳神集团和广州市体委合作成立中国首家股份制职业足球俱乐部，改名为广州太阳神足球俱乐部。

## 著名球員
- 吳群立